# Per Gedda
Per Olof "Pelle" Harald Gedda (Frölunda, 28 de agosto de 1914 — Estocolmo, 4 de julho de 2005) foi um velejador sueco, medalhista olímpico. Ele competiu nos Jogos Olímpicos de Verão de 1952 na classe Dragon e conquistou a medalha de prata a bordo do Ilderim, ao lado de Erland Almqvist e Sidney Boldt-Christmas. Seu tio Erik Wallerius tornou-se campeão olímpico na classe de 10 Metre em 1912.